# Meridiano 138 W
O Meridiano 138 W é um meridiano que, partindo do Polo Norte, atravessa o Oceano Ártico, América do Norte, Oceano Pacífico, Oceano Antártico, Antártida e chega ao Polo Sul. Forma um círculo máximo com o meridiano 42 E.
Começando no Polo Norte, o meridiano 138º Oeste tem os seguintes cruzamentos:
| País, território ou mar | Notas                       |
| ----------------------- | --------------------------- |
| Oceano Ártico           |                             |
| Mar de Beaufort         |                             |
| Canadá                  | Yukon Colúmbia Britânica    |
| Estados Unidos          | Alasca                      |
| Oceano Pacífico         |                             |
| Oceano Antártico        |                             |
| Antártida               | Território não reivindicado |